# جاده (فیلم ۲۰۰۲)
«جاده» (انگلیسی: Road) فیلمی هندی است که در سال ۲۰۰۲ منتشر شد. از بازیگران آن می‌توان به آنتارا مالی اشاره کرد.